# Carroll Township (comté de Reynolds, Missouri)
Pour les articles homonymes, voir Carroll Township.
Carroll Township est un ancien township, situé dans le comté de Reynolds, dans le Missouri, aux États-Unis,.
Le township est fondé en 1845.

### Source de la traduction
- (en) Cet article est partiellement ou en totalité issu de l’article de Wikipédia en anglais intitulé « Carroll Township, Reynolds County, Missouri » (voir la liste des auteurs).